# Niward z Reims
Niward z Reims (zm. 1 września 673) – biskup Reims od 657 roku, święty Kościoła katolickiego.
Pochodził z możnowładczego rodu Merowingów. Przez pewien czas wychowywał się w Luxeuil. Jako biskup Reims wspomagał opactwa w Hautvillers, Korbei, Soissons i Fontenelle.
Pochowano go w kościele pod wezwaniem Matki Bożej i św. Remigiusza.
Jego wspomnienie liturgiczne obchodzone jest 1 września.
Zobacz też
- historia Francji
- kult świętych
- modlitwa za wstawiennictwem świętego
- święci i błogosławieni Kościoła katolickiego

Bibliografia
- Fros Henryk, Sowa Franciszek, Księga imion i świętych, t. 4, Kraków 2000, kolumna 405.